# Glyptina schaefferi
Glyptina schaefferi är en skalbaggsart som först beskrevs av Willis Blatchley 1927.  Glyptina schaefferi ingår i släktet Glyptina och familjen bladbaggar. Inga underarter finns listade i Catalogue of Life.